# Empire Earth
Empire Earth ist eine dreiteilige Echtzeit-Strategiespielreihe für Windows, in der der Spieler eine Zivilisation durch die gesamte Menschheitsgeschichte führt.
Zu den ersten beiden Hauptspielen gibt es je eine Erweiterung, ferner ist ein Mobiltelefon-Spiel unter dem Namen Empire Earth erhältlich. Mit über 200.000 in Deutschland verkauften Exemplaren erhielt das erste Spiel vom Verband der Unterhaltungssoftware Deutschland (VUD) den Platin Sales Award.
2009 erwarb das britische Entwicklerstudio Rebellion die Rechte an der Marke von Vivendi Games.

## Spiele
| Titel               | Jahr | Entwickler              | Publisher            | Erweiterung               |
| ------------------- | ---- | ----------------------- | -------------------- | ------------------------- |
| Empire Earth        | 2001 | Stainless Steel Studios | Sierra Entertainment | Zeitalter der Eroberungen |
| Empire Earth 2      | 2005 | Mad Doc Software        | Sierra Entertainment | The Art of Supremacy      |
| Empire Earth Mobile | 2005 | Vivendi Universal       | Wonder Phone         |                           |
| Empire Earth 3      | 2007 | Mad Doc Software        | Sierra Entertainment |                           |

### Empire Earth
Empire Earth wurde von Stainless Steel Studios entwickelt und in Europa am 21. November 2001 von Sierra Entertainment veröffentlicht. Das Spiel verwendet die eigens entwickelte Spiel-Engine Titan. Neben dem Spielen einer zufälligen Karte („Scharmützel“) ist es möglich, vier verschiedene Kampagnen zu spielen. Im Mehrspielermodus treten bis zu acht Spieler lokal oder online via World Opponent Network gegeneinander an. Am 1. November 2008 schaltete Sierra die offiziellen Spielserver für Empire Earth und das Addon Zeitalter der Eroberungen ab. Das Spiel ist online seitdem nur noch über entsprechende Dienste Dritter spielbar.

#### Scharmützel
Vor dem Spielbeginn ist die Wahl einer bestimmten aus 21 verfügbaren Zivilisationen notwendig. Alternativ kann bei Spielbeginn auch mit Hilfe einer Liste von Boni-Punkten eine eigene Zivilisation zusammengestellt werden. Außerdem ist ein zusätzlicher „Zivilisations-Baukasten“ enthalten, mit dem eigene Zivilisationen erstellt werden können. Zivilisationen unterscheiden sich durch unterschiedliche spielrelevante Aspekte, so bauen etwa manche Holz schneller ab. Diese Zivilisationen müssen im Spielverlauf durch 14 Epochen geführt werden, von der Vorzeit über die Weltkriege bis in die Zukunft. Jede Epoche stellt dabei ein neues Kampfgleichgewicht durch militärische Kampf-Einheiten wie Flugzeuge, Hubschrauber und später sogar Kampfroboter auf.
Zu Spielbeginn stehen nur begrenzte Ressourcen an Bürgern und Rohstoffen zur Verfügung, sowie ein „Kapitol“, in dem neue Bürger geschaffen werden können. Ressourcen sind nötig, um Gebäude und „Einheiten“ (Bürger mit einem unveränderlichen Beruf) zu finanzieren. Diese müssen in Wäldern (Holz), Minen (Eisen, Gold) oder Steinbrüchen (Stein) abgebaut werden. Nahrung kann entweder in Ressourcengebieten (z. B. Kürbisfeld), durch Jagd, durch Fischerei oder in Farmen erlangt werden. Die Menge der Einheiten, die sich insgesamt in einer Spielwelt befinden dürfen, ist auf eine im Voraus festgelegte Anzahl begrenzt. Diese Anzahl wird bei mehreren Spielern gleichmäßig aufgeteilt, kann aber im Verlauf des Spieles durch Spielereingriffe (unwesentlich) verändert werden.
Um bestimmte Einheiten erstellen zu können, müssen zuerst entsprechende Gebäude erstellt werden. Bestimmte Gebäude sind nur in bestimmten Epochen verfügbar, beispielsweise Flughäfen. Gebäude erfüllen verschiedene Funktionen: Mauern und Türme dienen zur Verteidigung, Universitäten stellen als Forschungseinrichtungen Verbesserungen für bestehende Strukturen bereit, Krankenhäuser können verwundete Einheiten heilen, Fabriken bilden zusätzliche Einheiten aus, und Siedlungen dienen zur Lagerung gesammelter Rohstoffe. In zu Stadtzentren ausgebauten Siedlungen können neue Bürger hergestellt werden. Eine spezielle Gebäudeart sind sogenannte „Weltwunder“. Diese verleihen der eigenen Zivilisation einen Vorteil wie z. B. eine größere Bevölkerungsgrenze, solange das Weltwunder Bestand hat.
Zu Spielbeginn ist die Spielwelt nicht vollständig abgebildet, bis auf die Flächen im Umkreis der eigenen (oder verbündeten) Einheiten und Gebäude. Dieser Umstand macht es nötig, die Karte von einer beweglichen Einheit erkunden zu lassen („Nebel des Krieges“). Um sich gegen bevorstehende Angriffe zu wappnen, bzw. eigene Eroberungsfeldzüge zu starten, ist es möglich, eine Armee aus militärischen Einheiten aufzustellen. Diese sind bestimmten Einheitentypen zugeordnet: Infanterie, Kavallerie, Panzer, Marine, Artillerie, Luftwaffe und Cyborgs. Das Kampfsystem funktioniert nach dem Schere-Stein-Papier-System: eine militärische Einheit ist im Kampf gegen andere Einheiten-Typen unterschiedlich effektiv. Besonders wichtige Einheiten sind die ab einer späteren Epoche verfügbaren „Helden“: Der Krieger und der Stratege. Der Krieger verfügt über eine enorme Kampfstärke und verleiht verbündeten Einheiten einen Kampfbonus, der Stratege besitzt die Fähigkeit, seine Soldaten zu heilen. Alle Helden können mit den Zeitaltern aufsteigen und sich zu mächtigeren Helden weiterentwickeln. So kann zum Beispiel aus dem legendären Gilgamesch, König von Uruk, der karthagische Feldherr Hannibal werden, oder aus dem akkadischen König Sargon der berühmte Makedonenkönig Alexander der Große.
Spielziel ist je nach Einstellung der Sieg über alle gegnerischen Zivilisationen oder das Errichten, beziehungsweise Verteidigen eigener Weltwunder. Mit Hilfe eines Editors können eigene Szenarien erschaffen werden. Man kann eigene Karten mit Bergen, Wäldern, Meeren und Ressourcen erstellen und eigene sowie verbündete bzw. verfeindete Einheiten und Städte auf der Karte verteilen. Außerdem ist es mit Hilfe des Triggersystems möglich, das Verhalten einzelner Einheiten zu bestimmen sowie das Wetter und die Tageszeit festzulegen. In einem Tutorial kann die Spielmechanik erschlossen werden.

#### Kampagnen
Es gibt eine Kampagne der Griechen (Steinzeit bis Eisenzeit im Spiel: Bronzezeit), der Engländer (Mittelalter bis Industriezeitalter), der Deutschen (Erster und Zweiter Weltkrieg) und der Russen (modernes Zeitalter bis Nanozeitalter), die in verschiedene Missionen unterteilt sind. In den Kampagnen steht zu Spielbeginn, anders als bei den Scharmützeln, bereits eine entwickelte Zivilisation zur Verfügung. Es geht in erster Linie darum, definierte Spielaufträge zu erfüllen. In jeder Mission einer Kampagne können durch bestimmte Taten sogenannte Zivilisationspunkte erlangt werden, mit denen die Einheiten des Volkes verbessert werden können.
Ein Kampagneneditor erlaubt Spielern Szenarien zu einer eigenen Kampagne zu vereinen und Beschreibungen dazu zu verfassen.

#### Zeitalter der Eroberungen
Das Add-on Empire Earth: Zeitalter der Eroberungen (engl.: Art of Conquest) wurde von den Stainless Steel Studios und Mad Doc Software entwickelt und 2002 von Sierra veröffentlicht. Das Hauptspiel wird um die Epoche das „Weltraumzeitalter“, neue Gebäude und Einheiten und drei neue Kampagnen erweitert. Die Völker Japan und Korea werden nebst einer zivilisationsspezifischen Spezialfähigkeit eingeführt. So kann beispielsweise Deutschland gegen eine bestimmte Menge Eisen jeden Bürger zu einem Partisanen ausbilden. Des Weiteren wurden die Grafik und die KI verbessert.

#### Empire Earth GoldundPlatin
Am 6. Mai 2003 wurde Empire Earth Gold veröffentlicht. Es enthält das Hauptspiel, das Add-on und beide Handbücher. Zusätzlich sind Technologiebäume, Schnelltastenübersichten und strategische Anleitungen enthalten. Später wurde unter der Bezeichnung „Platin“ eine preisreduzierte Box mit identischer Software ohne die übrigen Beilagen vermarktet.

### Empire Earth Mobile
Der rundenbasierte Handy-Ableger Empire Earth Mobile erschien am 14. Oktober 2005. Das Java-ME-Spiel wurde von Vivendi Games Mobile entwickelt und von Wonder Phone verlegt. In zehn Kampagnen werden historische Schlachten nachgespielt, wie der Hundertjährige Krieg im Mittelalter. Es gibt drei Spielmodi: Kampagne, Gefecht und den Mehrspielermodus, bei dem sich zwei Spieler an einem Gerät abwechseln. Gespielt wird in vier verschiedenen Epochen, die insgesamt etwa 200.000 Jahre der Menschheitsgeschichte abdecken: Steinzeit, Mittelalter, Moderne und Nanozeitalter. Wie in der Windows-Version schaltet der Epochenaufstieg neue Ressourcen und Einheiten frei. Der Spieler kann zwischen drei verschiedenen Schwierigkeitsstufen wählen und im Tutorial die Funktionen des Spiels kennenlernen.

### Empire Earth 2
Empire Earth 2 wurde von Sierra Entertainment und Mad Doc Software entwickelt und am 29. April 2005 von Vivendi Universal veröffentlicht. Empire Earth 2 verwendet die Engine Gamebryo. Im Mehrspielermodus treten bis zu zehn Spieler lokal oder online gegeneinander an. Für Online-Spiele setzte Empire Earth 2 auf GameSpy Arcade. Am 1. November 2008 schaltete Sierra die Spielserver ab. Die Online-Community hat sich darauf vorbereitet und eigene Online-Systeme entwickelt.

#### Spielbeschreibung
Empire Earth 2 spielt im Zeitraum von 10.000 v. Chr. bis 2.230 n. Chr. und enthält drei Kampagnen und zwei Wendepunkte. Die Wendepunkte sind bedeutende Ereignisse der Weltgeschichte, die von beiden Seiten aus nachgespielt werden können. Der erste Wendepunkt handelt vom China zur Zeit der Drei Reiche, im zweiten Wendepunkt kann der D-Day nachgespielt werden.
Die Entwicklungsstufen sind in 15 Epochen unterteilt, sie reichen von der Steinzeit bis in das Nanozeitalter, letzteres spielt in der Zukunft.
In Empire Earth 2 kann zwischen 14 verschiedenen Völkern aus vier Regionen gewählt werden. Diese Regionen sind Westen, Ferner Osten, Naher Osten und Mittelamerika. Die Unterschiede dieser Regionen beschränken sich auf das unterschiedliche Aussehen bestimmter Einheiten und Gebäude, Spezialfähigkeiten und einige passive Effekte. Jedes Volk hat ebenfalls spezielle passive Effekte und Einheiten, welche nur für dieses Volk vorhanden sind. Die Helden wurden durch sogenannte „Anführer“ ersetzt. Im Abstand von fünf Epochen stehen neue Typen von Anführern mit neuen Fähigkeiten zur Verfügung. Anders als im Vorgänger sind die Anführer nicht historischen Feldherren nachempfunden.
Das Umkämpfen von Gebieten hat sich im Vergleich zum ersten Spiel geändert: Die Karte ist nun in Territorien unterteilt, die vom Spieler erobert werden müssen. In jedem Territorium ist der Bau einer bestimmten Anzahl an speziellen Gebäuden möglich, z. B. ist die Anzahl der Stadtzentren auf eines beschränkt. Standardgebäude wie z. B. militärische Produktionsgebäude oder Mauern sind hiervon nicht betroffen. Das Bevölkerungslimit kann durch Stadtzentren oder Häuser erhöht werden, sofern diese auf einem eigenen Territorium stehen. So ist man gezwungen, immer neue Territorien zu erobern. Um ein Territorium zu beanspruchen, muss darin ein Stadtzentrum erbaut bzw. erobert werden und es muss eine Anbindung an die eigenen Territorien bestehen. Sofern diese nicht vorhanden ist, muss in dem entsprechenden Territorium eine Festung erbaut bzw. erobert werden.
Durch Sammeln von Technologiepunkten, die von Bürgern bzw. Priestern in Universitäten und Tempeln gesammelt werden können, und durch den Besitz bestimmter Gebäude ist es möglich, bestimmte Technologien zu erforschen. Es gibt in jeder Epoche zwölf unterschiedliche Technologien, die Fähigkeiten, Einheiten oder Gebäude verbessern. Diese Technologien unterteilen sich in die drei folgenden Bereiche mit jeweils vier dazugehörigen Technologien: Militär, Wirtschaft, Imperium. Hat man von einem Bereich alle Technologien und die höchste Punktzahl, z. B. die größte Armee, bekommt man für einen bestimmten Zeitraum die dazugehörige Krone, die bestimmte Vorteile bringt, etwa Anführer oder passive Effekte. Eine weitere Voraussetzung für das Erlangen einer Krone ist, dass sie nicht bereits im Besitz eines anderen Spielers ist. Sobald sechs Technologien des Zeitalters erforscht sind und eine bestimmte Anzahl an Technologiepunkten vorhanden ist, ist es möglich, in die jeweils nächste Epoche aufzusteigen.
Der Diplomatie-Part ist in Empire Earth 2 wichtiger als im Vorgänger. Es gibt drei verschiedene Haltungen: verbündet, neutral und verfeindet. Wenn einem anderen Spieler eine Allianz vorgeschlagen wird, können ihm als Tribut Ressourcen, Einheiten oder sogar Territorien angeboten werden. Außerdem werden weitere Bedingungen wie die Teilung des Sichtbereiches oder die Zugänglichkeit des Territoriums geregelt. Es ist die Abgabe von Ressourcen, Einheiten und Territorien an jeden, sich im Spiel befindlichen, Spieler möglich.
Eine weitere Neuerung ist der stetige Wetterwechsel. Je nach gewählter Klimaregion (gemäßigt, trocken, tropisch) gibt es Sandstürme, Schneestürme oder schwere Regenfälle. Diese extremen Wetterbedingungen beeinträchtigen die Sichtweite, Kampfkraft und Geschwindigkeit der Einheiten. Außenposten ermöglichen jedoch Wettervorhersagen.

#### The Art of Supremacy
Am 24. Februar 2006 veröffentlichte Sierra das Add-on Empire Earth 2: The Art of Supremacy. Enthalten sind vier weitere Zivilisationen (Frankreich, Russland, Massai, Zulu), eine weitere Region (Afrika, die Massai und die Zulu gehören dieser Region an), insgesamt zwölf neue Einheiten der neuen Zivilisationen, drei weitere Kampagnen, zwei neue Wendepunkte (das Unternehmen Zitadelle und die Schlacht um Rorke’s Drift) und einen Zivilisationseditor, mit dem neue Völker erstellt werden können. Außerdem können nun Einheiten, welche eine gewisse Anzahl an Gegnern getötet haben, zum Helden aufsteigen. Helden heben die Moral und die Trefferpunkte der Truppen und können Armeen aufstellen. Die in einer Armee zusammengefassten Einheiten haben eine höhere Moral und zusätzliche Trefferpunkte. Anführer können nun nach Erhalt einer Krone zum „Überlegenen Anführer“ werden. Überlegene Anführer verleihen den Einheiten höhere Boni als normale Anführer und können, wenn sie in einer Festung stationiert werden, nicht nur Einheiten in ihrer Umgebung, sondern in der gesamten Welt einen Bonus verschaffen.
Zusätzlich können andere (Computer-)Spieler zum Vasallen gemacht werden, bzw. selbst Vasall eines anderen Spielers werden. Vasallen nehmen die diplomatische Haltung ihrer Lehnsherren ein und müssen ihre Truppen mit dem Lehnsherren teilen. Im Spiel sind nun auch, je nach gewählter Einstellung, Eingeborenenstämme verfügbar. Diese Stämme können nicht in eine andere Epoche aufsteigen. Sie können nach ihrer Entdeckung bekämpft oder assimiliert werden. Im letzteren Fall werden sie Teil des Imperiums und verleihen dem assimilierenden Spieler einen Bonus auf einem bestimmten Gebiet, der zufällig ausgewählt wird. Ein Beispiel ist der Bonus „Kämpfernatur“, durch den alle Infanterieeinheiten schneller produziert werden.
Eine weitere Neuerung sind „Flaggen-Fertigkeiten“. Wenn in einem bestimmten Gebäudetyp, z. B. einem Flughafen, eine bestimmte Anzahl an Einheiten produziert wurde, erhält der Spieler die dem Gebäudetyp entsprechende Flaggen-Fertigkeit. Durch diese Flaggen-Fertigkeit werden für den Rest des Spiels die Kosten und die Bauzeiten in diesen Gebäudetyp reduziert.
Zum Spiel wurde auch ein neuer Spielmodus hinzugefügt. Im Modus „Tauziehen“ kämpfen Spieler über mehrere Runden auf verschiedenen Karten einen Krieg gegeneinander. Das Spiel beginnt auf einer neutralen Karte. Wenn die Schlacht auf dieser Karte beendet ist, geht es auf der dem unterlegenen Spieler näheren Karte weiter. Dies setzt sich fort, bis ein Spieler auch auf seiner eigenen Karte und damit den gesamten Krieg verloren hat. Zwischen den unterschiedlichen Schlachten kann man, wie neuerdings auch in Kampagnen zwischen den einzelnen Szenarien, im „Verstärkungsbildschirm“ seine Truppen, Ressourcen und/oder Technologien verstärken. Einheiten, deren Aufwertungen und Helden bleiben über mehrere Szenarien innerhalb einer Kampagne oder mehrerer Karten innerhalb eines Tauziehen-Spiels erhalten.

#### Empire Earth 2: Platinum
Am 20. Juli 2006 präsentierte Sierra Empire Earth 2: Platinum mit dem Hauptspiel Empire Earth 2 und dem Add-on The Art of Supremacy sowie dem offiziellen Spielführer von Prima Games. Die Platinum-Edition ist nur in englischer Sprache erschienen.

### Empire Earth 3
Empire Earth 3 wurde von Mad Doc Software auf Basis von Gamebryo entwickelt und am 16. November 2007 von Vivendi Universal in Europa veröffentlicht. Die Grafik ist im Comic-Stil gehalten. Ein neuer „World-Domination-Modus“ kombiniert rundenbasierte mit Echtzeit-Strategie und ersetzt die Einzelspielerkampagnen. Ziel des neuen Spielmodus ist die Weltherrschaft durch Eroberung möglichst vieler Territorien auf einer originalgetreu nachgebildeten Erdkugel. Neu eingeführt wurde die Klimaregion „arktisch“. Einmal Erforschtes bleibt erforscht und Gebäude bleiben erhalten, wenn man dieselbe Karte wieder spielt.
Der Diplomatie-Teil wurde um fünf verschiedene Stufen von Beziehungen zu Mitspielern erweitert: Hass, Ablehnung, Gleichgültigkeit, Zuneigung und Liebe. Bessere Beziehungen mindern die Gefahr eines Krieges und erhöhen u. a. die Einnahmen durch Handelsrouten. Das aus dem Vorgänger bekannte Kronen- und Flaggensystem ist nicht enthalten. Außerdem existieren nur die fünf Epochen Antike, Mittelalter, Kolonialzeit, Moderne und Zukunft sowie nur noch die drei Zivilisationen Westen, Mittlerer Osten und Ferner Osten mit stärker ausgeprägten Unterschieden.

### Empire Earth: Ultimate Edition
Am 15. Dezember 2009 erschien in den USA und wenig später in Europa eine Sammlung aller bisherigen Empire-Earth-Titel als Empire Earth: Ultimate Edition im Vertrieb von ak tronic. Die Box enthielt neben den Vollversionen von Empire Earth, Empire Earth II und Empire Earth III die Add-ons Empire Earth: Zeitalter der Eroberungen und Empire Earth II: The Art of Supremacy. Die Box erhielt in Deutschland keine Jugendfreigabe. Die Ultimate Edition erhielt keine Mehrspielerunterstützung.

## Rezeption
| Spiel          | GameRankings | Metacritic |
| -------------- | ------------ | ---------- |
| Empire Earth   | 82 %         | 81/100     |
| Empire Earth 2 | 79 %         | 79/100     |
| Empire Earth 3 | 51 %         | 50/100     |

Die grundlegenden Spielprinzipien seien dem Konkurrenten Age of Empires sehr ähnlich, der jedoch nie erreicht wurde. Der erste Teil ist der bei Fans beliebteste. Teil 2 wurde vielfach aufgrund seiner Komplexität kritisiert. Für viele war der dritte Teil enttäuschend und sorgte seinerseits aufgrund der schlechten Qualität für Schlagzeilen. Empire Earth und Empire Earth II werden weiterhin mit inoffiziellen Fan-Patches unterstützt, die Online-Funktionen wieder lauffähig machen, die Spiele mit aktuellen Betriebssystemen kompatibel machen, Fehler beheben und neue Inhalte in die Spiele einfügen.